# Porcellionides bermudezi
Porcellionides bermudezi är en kräftdjursart som beskrevs av Lee Boone 1934. Porcellionides bermudezi ingår i släktet Porcellionides och familjen Porcellionidae. Inga underarter finns listade i Catalogue of Life.